# (15938) Bohnenblust
(15938) Bohnenblust (1997 YA8) – planetoida z grupy pasa głównego asteroid okrążająca Słońce w ciągu 3,84 lat w średniej odległości 2,45 j.a. Odkryta 27 grudnia 1997 roku.